# Harwood Heights, Illinois
Harwood Heights är en ort (village) i Cook County, i delstaten Illinois, USA. Enligt United States Census Bureau har orten en folkmängd på 8 649 invånare (2011) och en landarea på 2,1 km².